# باولو كوستينيا
باولو كوستينيا (بالبرتغالية: Paulo Rebelo Costinha‏) هو لاعب كرة قدم برتغالي في مركز حراسة المرمى، ولد في 22 سبتمبر 1973 في براغا في البرتغال. شارك مع منتخب البرتغال تحت 20 سنة لكرة القدم ومنتخب البرتغال تحت 21 سنة لكرة القدم. أما مع النوادي، فقد لعب مع أونياو ليريا وسبورتينغ لشبونة ونادي بوافيشتا ونادي بورتو ونادي بيلينينسش ونادي تينيريفي.

## وصلات خارجية
- باولو كوستينيا على موقع الاتحاد الدولي (مؤرشف)  (الإنجليزية)
- باولو كوستينيا على موقع قاعدة بيانات كرة القدم.إي يو (الإنجليزية)
- باولو كوستينيا على موقع Soccerway.com (الإنجليزية)
- باولو كوستينيا على موقع أوليمبيديا (الإنجليزية)